# 咸雍
咸雍（1065年—1074年）是辽道宗耶律洪基的第二個年号。辽国使用该年号共10年。
金代人陳大任避金朝帝諱改作「咸和」。馬端臨《文獻通考》引宋朝《國史·契丹傳》作「咸熙」。

## 改元
- 清寧十一年——正月一日，改元咸雍。[4]
- 咸雍十年——十二月十八日，明年改元大康。[5]

## 纪年對照表
| 咸雍 | 元年   | 二年   | 三年   | 四年   | 五年   | 六年   | 七年   | 八年   | 九年   | 十年   |
| ---- | ------ | ------ | ------ | ------ | ------ | ------ | ------ | ------ | ------ | ------ |
| 公元 | 1065年 | 1066年 | 1067年 | 1068年 | 1069年 | 1070年 | 1071年 | 1072年 | 1073年 | 1074年 |
| 干支 | 乙巳   | 丙午   | 丁未   | 戊申   | 己酉   | 庚戌   | 辛亥   | 壬子   | 癸丑   | 甲寅   |

## 同期存在的其他政权年号
- 中國
  - 治平（1064年－1067年）：宋—宋英宗趙曙之年號
  - 熙寧（1068年－1077年）：宋—宋神宗趙曙之年號
  - 拱化（1063年－1067年）：西夏—夏毅宗李諒祚之年號
  - 乾道（1067年－1068年）：西夏—夏惠宗李秉常之年號
  - 天賜禮盛國慶（1069年－1074年）：西夏—夏惠宗李秉常之年號
  - 正德（1062年－1073年）：大理—段思廉之年號
  - 保德（1074年－1075年）：大理—段思廉之年號
- 越南
  - 彰聖嘉慶（1059年－1065年）：李朝—李日尊之年號
  - 龍章天嗣（1066年－1068年）：李朝—李日尊之年號
  - 天貺寶象（1068年－1069年）：李朝—李日尊之年號
  - 神武（1069年－1072年）：李朝—李日尊之年號
  - 太寧（1072年－1076年）：李朝—李乾德之年號
- 日本
  - 康平（1058年－1065年）：後冷泉天皇之年号
  - 治曆（1065年－1069年）：後冷泉天皇與後三条天皇之年号
  - 延久（1069年－1074年）：後三条天皇與白河天皇之年号
  - 承保（1074年－1077年）：白河天皇之年号

## 参見
- 中國年號索引

## 深入閱讀
- 李崇智. . 北京: 中華書局. 2004年12月. ISBN 7101025129.
- 鄧洪波.  (pdf). 臺北: 國立臺灣大學東亞經典與文化研究計劃. 2005年3月  [2021-11-27]. ISBN 9789860005189. （原始内容存档于2007-08-25）.

| 前一年號： 清宁 | 辽朝年号 1065年ㄧ1074年 | 下一年號： 大康 |